# Doddahosur, Khanapur
Doddahosur là một làng thuộc tehsil Khanapur, huyện Belgaum, bang Karnataka, Ấn Độ.